# Machida Kyokukō
Machida Kyokukō (japanisch (町田 曲江); geboren 3. März 1879 im Landkreis Shimotakai im Norden der Präfektur Nagano; gestorben 5. Juni 1967) war ein japanischer Maler der Nihonga-Richtung.

## Leben und Werk
Machida Kyokukō erhielt schon in jungen Jahren Malunterricht des Nanga-Künstlers seiner Heimat Kodama Katei (児玉 果亭; 1841–1913). 1896 verließ er zusammen mit Hosono Kanji (細野 完爾) seine Heimat und ging nach Kyoto, um sich in der Schule des Nangakünstlers Utsumi Yoshido 内海吉堂 weiter zu bilden.
1897 ging Machida mit einem Empfehlungsschreiben Utsumis nach Tokio und wurde Schüler von Terasaki Kōgyō. Gleichzeitig nahm er an der Kunstschule der Künstlervereinigung Hakubakai (白馬会) Unterricht in Ölmalerei bei Kuroda Seiki. Auf der im selben Jahr veranstalten „Ausstellung zur Förderung der Wirtschaft Tokio“ (東京勧業博覧会, Tōkyō kangyō hakurankai) erhielt sein Bild „Budda no hikari“ (仏陀の光) – „Das Leuchten Buddhas“ eine Goldmedaille 1. Klasse.
1910 ging Machida für vier Jahre nach Frankreich, wo er sich unter Alfred Charles Auguste Foucher (1865–1952), dem Spezialisten für buddhistische Kunst, weiterbildete. Er stellte seine Bilder auf den staatlichen Ausstellungsreihen „Bunten“ , „Teiten“ und „Shin-Bunten“, der Ausstellungsreihe „Inten“ und an anderen Stellen aus. 1931 war er auf der Ausstellung japanische Malerei in Berlin zu sehen.
Nach dem Zweiten Weltkrieg wurde Machida Mitglied des Nihon Bijutsuin, leitete Kunstgesellschaften wie die „Shinshū bijutsu-kai“ (信州美術会) und die „Shinano bijutsukai“ (信濃美術会).
Weitere Werke von ihm sind:
- 1915: „Sandaimon“ (三大門) – „Drei große Tore“,
- 1925: „Wakaki shika to Kujaku“ (若き鹿と孔雀) – „Junge Rehe und Pfauen“,
- 1936: „Aimin“ (哀愍) – „Mitleid“,
- 1940: „Inasa no hama“ (伊那佐の浜) – „Am Strand von Inasa“ (zur Ausstellung „2600 Jahre Reichsgründung“).

## Weblink (Bilder)
Das Nationalmuseum für moderne Kunst Tokio besitzt:
- 初夏 – „Sommerbeginn“ (1942)